# Universidad de Admas
La Universidad de Admas (en somalí: Jaamacada Admas) es una institución líder en educación superior fundada en 2006 en Hargeisa, la capital de Somalilandia, una república autoproclamada independiente que es reconocida internacionalmente como una región autónoma de Somalia.
El Campus principal de Hargeisa es una rama autónoma de la universidad Admas fundada en 1998 en Etiopía. Ofrece titulaciones en el campus y por medio de programas de aprendizaje a distancia. Tiene vínculos con instituciones de renombre internacional como Cisco y la Universidad de Lübeck, Alemania, y está trabajando en el desarrollo del sector e-Learning en Etiopía.